# Кунео, Теренс
Теренс Кунео (англ. Terence Cuneo; 1 ноября 1907, Лондон — 3 января 1996, Ишер, Юго-Восточная Англия) — британский художник, один из крупнейших мастеров Великобритании ХХ столетия.

## Жизнь и творчество
Родителями Теренса Кунео были итальянец Кирус Цигнцинато Кунео и англичанка Нелль Марион Тенисон, познакомившиеся в Париже во время занятий в художественной студии Джеймса Уистлера. Теренс изучал живопись и рисунок в художественной школе Челси, а затем в Школе изящных искусств Слейд. После окончания образования художник работал иллюстратором в различных газетах, журналах и периодических изданиях, работает книжным иллюстратором. Начиная с 1936 года Теренс Кунео также начинает писать картины масляными красками. Во время Второй мировой войны служит в британской армии сапёром, а также делает технические чертежи авиационных деталей, создаёт зарисовки событий, происходящих во время боевых действий. После окончания войны выполняет заказ по созданию серии картин о железных дорогах, мостах, локомотивах и паровозах.
Поворотным моментом в творческой биографии Теренса Кунео было его назначение официальным художником двора при проведении тожеств по поводу коронации королевы Елизаветы II в 1953 году. Мастер получает затем многочисленные заказы «промышленного» характера, с изображением заводов, различных производств, зданий, и снова железных дорог. Пишет также портреты и пейзажи. Среди тематики, интересовавшей Теренса Кунео, следует также назвать батальные сцены и военные действия.
Многие из полотен, созданных художником, имеют его «фирменный знак» — изображение мышки, иногда в натуральную величину. Иногда этих мышек на картинах непросто обнаружить. Некоторые работы Т.Кунео можно увидеть на обложках книг, проспектах и плакатах. Автор сюжетов для британских почтовых марок. Картины мастера хранятся в собраниях различных музеев Великобритании (Royal Institution of Great Britain, Guildhall Art Gallery и др.).

## Признание
Теренс Кунео был удостоен многочисленных премий на художественных выставках и конкурсах. Кавалер Ордена Британской империи и Ордена королевы Виктории. Бронзовая статуя-памятник Теренсу Кунео, созданная шотландским скульптором Филиппом Джексоном находится у главного входа в здание к железнодорожному вокзалу Ватерлоо в Лондоне. У статуи скульптор также изобразил маленькую мышь, тихо сидящую на папке для эскизов художника. Основанный в 2002 году Фонд памяти Теренса Кунео проводит в художественной школе Слейд, где учился Кунео, ежегодный конкурс с награждением победителей премией его имени.
В 1991 году железнодорожная компания East Coast назвала именем художника один из своих электровозов. На корпусе локомотива была изображена так любимая Теренсом Кунео мышка.

## Галерея

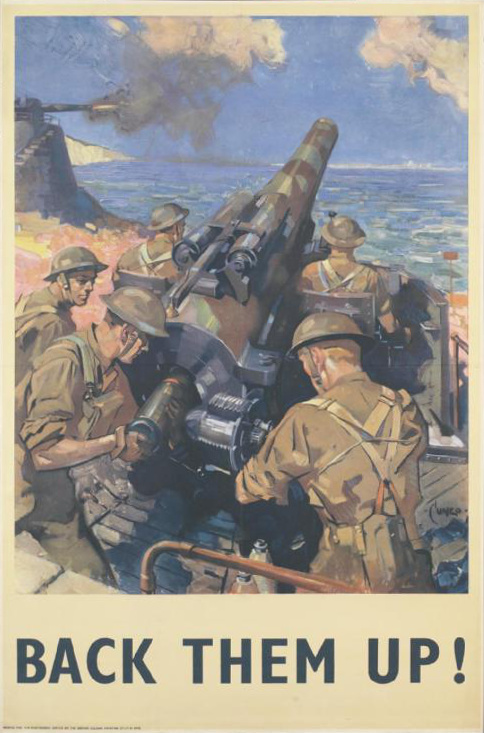
Военный плакат 1940 года
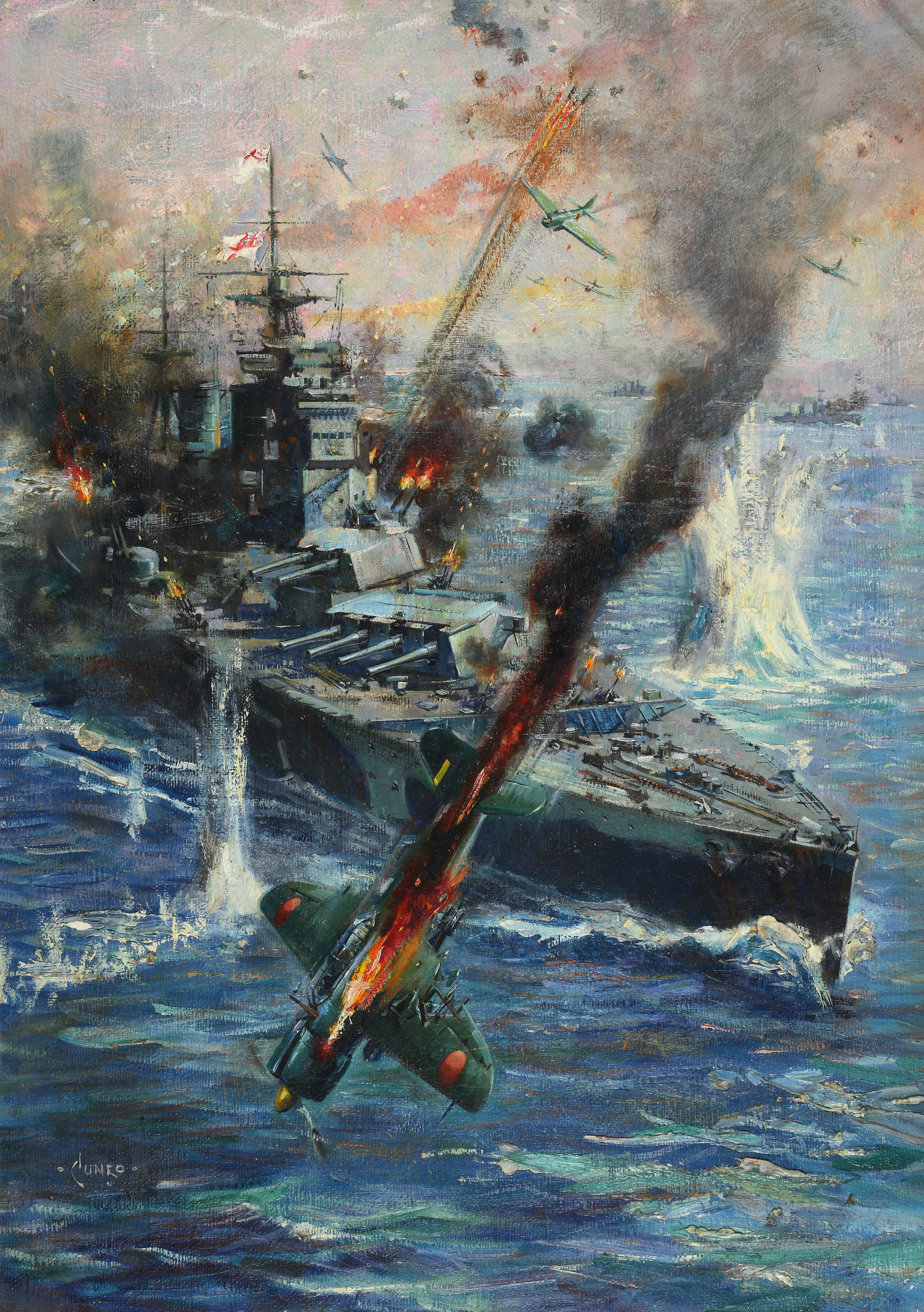
Сражение на море
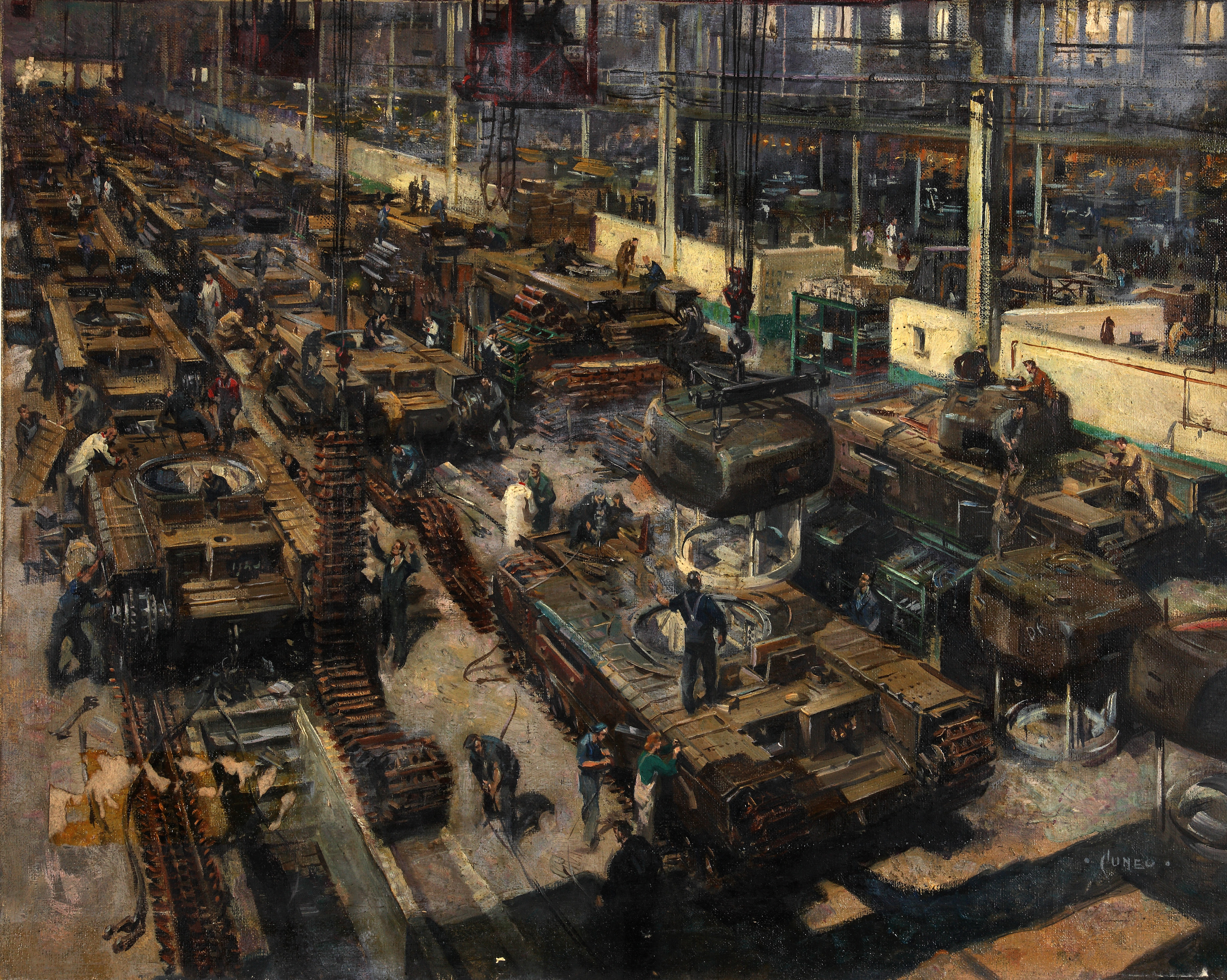
Производство танков, 1939—1946 гг.
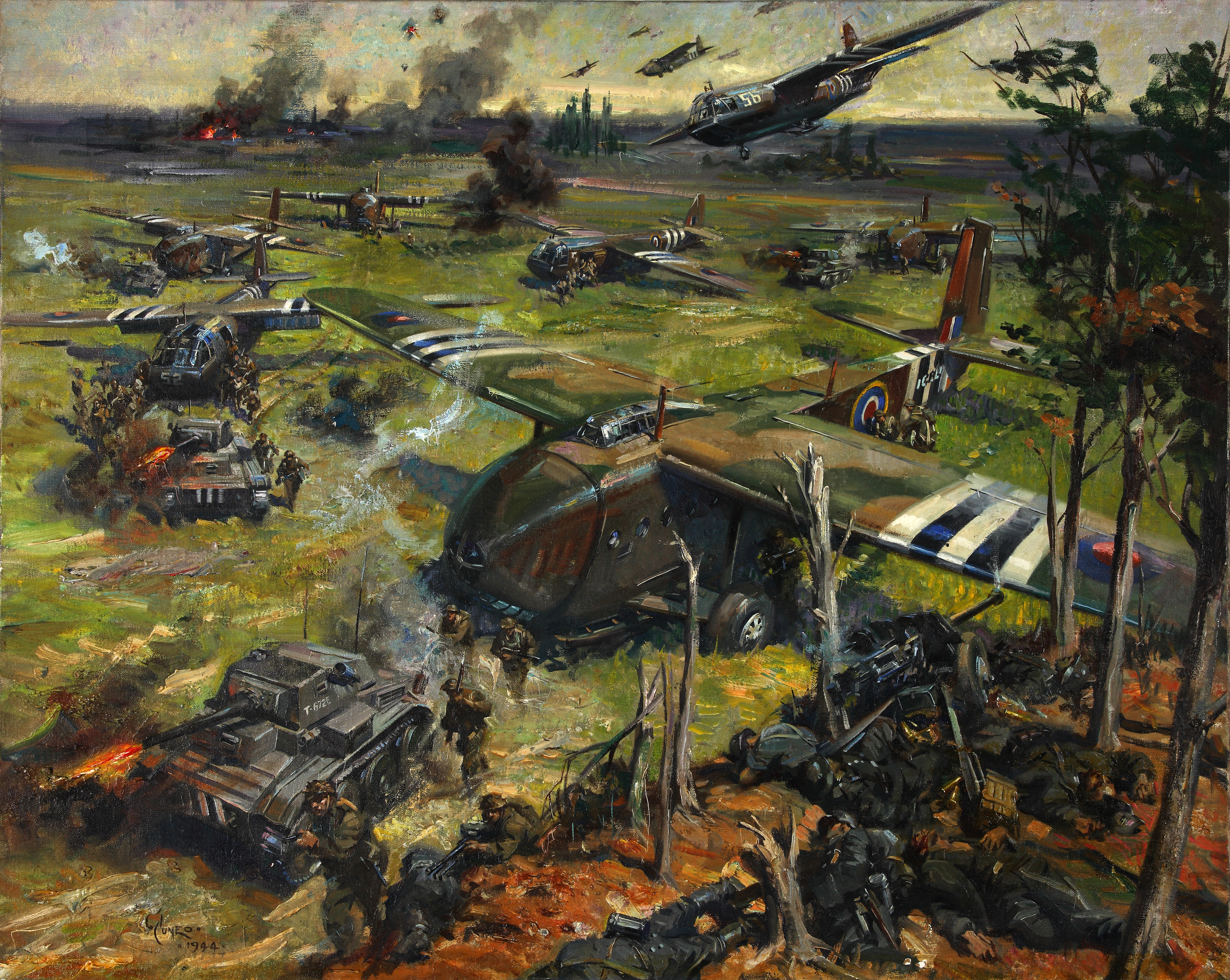
Авианалёт на аэродром

## Дополнения
- Фильм, снятый о Теренсе Кунео
- Terence Cuneo — Официальный веб-сайт художника
- Cuneo Society — Официальный веб-сайт Фонда Т.Кунео
- Избранные полотна Теренса Кунео